# Zygmunt Miłoszewski
Zygmunt Miłoszewski (né le 8 mai 1976 à Varsovie) est un écrivain et journaliste polonais. Il est notamment l'auteur d'une série de romans policiers dont le héros récurrent est le procureur Teodor Szacki.

## Biographie
Zygmunt Miłoszewski amorce sa carrière professionnelle en 1995 au quotidien populaire Super Express où il est pendant des années chroniqueur judiciaire.
Depuis 2003, il travaille pour l'édition polonaise de Newsweek où il tient actuellement une chronique sur les jeux vidéo.
Il commence à publier des nouvelles et des romans en 2004.
Il a obtenu à deux reprises le prix du meilleur roman policier polonais Nagroda Wielkiego Kalibru (pl) (en 2007 et 2011).
Il a obtenu en janvier 2015 le prix Paszport Polityki dans la catégorie littérature.
En France il a été sélectionné pour :
- Prix SNCF du polar (SNCF)[3] ;
- Prix du polar européen (Le Point)[4] ;
- Grand prix des lectrices de Elle, catégorie policier (ELLE)[5] ;
- Prix Polar de Cognac (Meilleur roman international 2014)[6]

Son roman La Rage est classé à la onzième place dans le Top 20 des romans noirs et des polars de l'année 2016 publié par le journal Le Monde. Il a reçu le prix Transfuge du meilleur polar étranger. 
En 2019, il est lauréat de la 5e édition du prix Caméléon, prix étudiant du roman étranger traduit en français, qui récompense l'auteur et le traducteur d’un roman étranger contemporain, pour La Rage. Le prix est décerné par un jury de 100 étudiants de l'université Jean-Moulin (Lyon-III).

## Œuvre
- Domofon (L'Interphone), W.A.B., 2005 publié en français sous le titre Quelqu'un derrière les murs, Fleuve noir, 2025 roman fantastique qui se joue dans une cité bétonnée
- Góry Żmijowe (Les Monts de la Vipère), W.A.B., 2006 
conte fantastique pour les enfants
- Romans policiers avec le procureur Teodor Szacki
  1. Uwikłanie (L'Implication), W.A.B., 2007 
- Les Impliqués (traduit en français par Kamil Barbarski[10]), Mirobole Éditions (2013)  (ISBN 979-10-92145-09-0), édition de poche Pocket no 16160 (coll. Pocket Thriller), 2015  (ISBN 978-2-266-25445-8)
(adaptation cinématographique réalisée en 2011 par Jacek Bromski)
  2. Ziarno prawdy (Un grain de vérité), W.A.B., 2011 
 - Un fond de vérité (traduit en français par Kamil Barbarski), janvier 2015, Mirobole Éditions[11] (ISBN 979-10-92145-33-5), édition de poche Pocket no  (coll. Pocket Thriller), 2016  (ISBN 978-2-266-26368-9)
adaptation cinématographique (pl) sortie en Pologne le 30 janvier 2015 par Borys Lankosz[12]
  3. Gniew (La Colère)[13], W.A.B., 2014  (ISBN 978-83-280-0935-6)
 - La Rage (traduit en français par Kamil Barbarski), Fleuve noir, 2016  (ISBN 978-2-265-11622-1)[14],[7].
- Bezcenny (Hors de prix), W.A.B., 2013  (ISBN 978-83-280-2015-3) édition de poche, 2014  (ISBN 978-83-280-1537-1)
 - Inavouable (traduit en français par Kamil Barbarski), Fleuve noir, 2017  (ISBN 978-2-265-11623-8) - édition de poche Pocket no 17286 (coll. Pocket Thriller), 2018  (ISBN 978-2-266-28662-6)
thriller, récit sur la recherche d'œuvres d'art perdues durant la Deuxième Guerre mondiale[15]
- Jak zawsze (pl) (Comme d'habitude), W.A.B., 2017  (ISBN 978-83-280-3607-9) 
- Te souviendras-tu de demain ? (traduit en français par Kamil Barbarski), Fleuve noir, 2019  (ISBN 978-2-265-14390-6)
« Est-il possible de forcer son destin ou est-on condamné à faire « comme d'habitude » ? Comédie ironique et néanmoins romantique sur un couple qui a l'occasion de revivre son amour et sur un peuple qui a la même possibilité de revivre son histoire... et ce qui en résulte ! »
- Kwestia ceny (Une question de prix), W.A.B., 2020  (ISBN 978-83-280-7219-0) 
- Inestimable,  (traduit en français par Kamil Barbarski), Fleuve noir, 2021  (ISBN 978-2-265-15520-6)
- Hydropolis - t. 1 : Uciekaj, W.A.B. / Grupa Wydawnicza Foksal, 2022  (ISBN 978-83-831-8251-3), premier tome d'une trilogie fantastique pour les adolescents (illustr. Piotr Sokołowski (d))